# Трэйси Ганз
Трэйси Ганз (англ. Tracii Guns, настоящее имя Трэйси Ричард Ирвинг Ульрих, англ. Tracy Richard Irving Ulrich; 20 января 1966, Голливуд, Калифорния) — американский гитарист и автор песен, известный как основатель глэм-метал группы L.A. Guns, а также супергрупп Brides of Destruction и Contraband. Он также был участником первого состава Guns N' Roses, но через несколько месяцев покинул группу.

## Дискография

### Сольные альбомы
- Killing Machine (1998) (переиздан в 2004 году под названием All Eyes are Watchin')

### L.A. Guns
не считая концертных альбомов и сборников
- L.A. Guns (1988)
- Cocked & Loaded (1989)
- Hollywood Vampires (1991)
- Vicious Circle (1994)
- American Hardcore (1996)
- Wasted EP (1998)
- Shrinking Violet (1999)
- Man in the Moon (2001)
- Waking the Dead (2002)
- The Missing Peace (2017)
- The Devil You Know  (2019)

### Contraband
- Contraband (1993)

### вместе с Гилби Кларком
- 99 Live (1999)
- Swag (2002)
- Welcome to the Jungle: A Rock Tribute to Guns N' Roses (2002)
- Gilby Clarke (2007)

Welcome to the Jungle — трибьют-альбом Guns N' Roses, где Ганз и Кларк сыграли на гитаре на каждой песне.

### Brides of Destruction
- Here Come the Brides (2004)
- Runaway Brides (2005)

### Social Disorder
- Love 2 Be Hated (2021)

### Гостевое участие
| Год  | Название                   | Группа                                     | Лейбл             | Информация                                  |
| ---- | -------------------------- | ------------------------------------------ | ----------------- | ------------------------------------------- |
| 2004 | The Roots of Guns N' Roses | Hollywood Rose                             | Cleopatra Records | Гитарные наложения на ремиксах Гилби Кларка |
| 2007 | Dopesnake                  | Hollywood Roses не путать с Hollywood Rose | Abstract          | Гитара на «Turbosheen» & «Come Down»        |